# Батырова, Банат Хайрулловна
Банат Хайрулловна Батырова (16 декабря 1904 года, д. Старомусино (ныне в Кармаскалинском районе Башкортостана) — 19 июля 1970 года, Старомусино) — первая женщина Герой Социалистического Труда в Башкирской АССР. Избиралась депутатом Верховного Совета Башкирской АССР 2, 3, 4 созывов,

## Биография
Родилась в многодетной семье в Уфимском уезде Уфимской губернии 16 декабря 1904 года (по другим данным — в 1902 году). Отец лесник рано умер, Банат с 6 лет начала трудиться, помогать матери. В 1921 году вышла замуж и переехала в д. Утяганово.
С 1932 года — член колхоза, звеньевая свекловодов.
После начала  Великой Отечественной войны работа в колхозе легла на плечи оставшихся женщин. К 1943 году все 8 женщин звена Батыровой овдовели, но продолжали ударно трудиться. На 1946 год Батырова взяла обязательство собрать 500 центнеров сахарной свёклы с гектара; собрали 502 ц/га .
Звание Героя Социалистического Труда она получила за рекордный урожай свёклы 611,5 ц/га в 1948 году. Также награждена орденом Ленина (1948 год).
С 1960 года на пенсии, но до самой смерти 19 июля 1970 года участвовала в жизни родной деревни и колхоза.
Депутат Верховного Совета Башкирской АССР второго, третьего, четвертого созывов (1947—1959).

## Награды и Звания
- Герой Социалистического Труда (1948 год).
- Орден Ленина (1948 год).

## Память
- Имя Батыровой носит улица в д. Утяганово Кармаскалинского района.
- Скульптор Тамара Павловна Нечаева выполнила скульптурный портрет башкирской колхозницы-свекловода — Банат Хайрулловны Батыровой.[3]